# Ulica Radziwiłłowska w Krakowie
Ulica Radziwiłłowska – ulica w Krakowie, w dzielnicy I Stare Miasto, na Wesołej. Łączy ul. Kopernika z ul. Lubicz (z jej ślepym fragmentem biegnącym wzdłuż przekopu Talowskiego). W latach 1951–1990 była to ulica Mikołaja Reja.
Została wytyczona w latach 1889–1990 na gruntach zakupionych przez przedsiębiorców budowlanych (m.in. Wandalina Beringera) i przeznaczonych do parcelacji oraz na terenie prywatnych podmiejskich lokali nazywanych „ogrodami”, gdzie przed wytyczeniem Plant bawili się mieszkańcy Krakowa.
Nazwa została nadana w 1892 roku, nawiązuje do istniejącej w tej okolicy Wesołej, w XVII wieku, jurydyki Radziwiłłowskiej.

## Zabudowa
Domy to głównie czynszowe, 2–3 piętrowe eklektyczne kamienice oraz kilka budynków użyteczności publicznej.
- ul. Radziwiłłowska 1 (ul. Kopernika 20) – kamienica, proj. Franciszek Mączyński, 1910.
- ul. Radziwiłłowska 3 – Dom Rzemiosł Teatralnych, magazyn środków inscenizacyjnych Teatru im. Juliusza Słowackiego (magazyn kostiumów, sala prób oraz pracownie krawieckie). Projektował Jan Rzymkowski, 1903.
- ul. Radziwiłłowska 4 – Dom Towarzystwa Lekarskiego Krakowskiego, projektował Józef Sowiński, 1904.
- ul. Radziwiłłowska 5 – kamienica, proj. Leopold Tlachna, 1893.
- ul. Radziwiłłowska 7 – kamienica, proj. Karol Janecki, 1893.
- ul. Radziwiłłowska 8 – kamienica, projektował Władysław Kleinberger, 1897. Zakupiona w 1925 r. przez Katolickie Stowarzyszenie Służby Żeńskiej, obecnie dom pomocy społecznej[1].
- ul. Radziwiłłowska 20 – kamienica, projektował Aleksander Biborski, ok. 1890. W suterenie tej kamienicy mieszkała w latach 1918–1922 bł. Aniela Salawa.
- ul. Radziwiłłowska 22 (ul. Zamenhofa 9) – kamienica, projektował Aleksander Biborski, 1888.
- ul. Radziwiłłowska 24 (ul. Zamenhofa 10) –kamienica, projektował Karol Zaremba, 1889.
- ul. Radziwiłłowska 27 – kamienica, projektował Aleksander Biborski, 1899.
- ul. Radziwiłłowska 29 – Kamienica Szymborskich, projektował Leopold Tlachna, 1896. Zakupiona w 1929 przez Wincentego Szymborskiego. W latach 1929–1948 mieszkała w niej Wisława Szymborska.
- ul. Radziwiłłowska 30 (ul. Lubicz 5-5a) – Hotel „Europejski”. Projektował Jan Łapiński, 1882.
- ul. Radziwiłłowska 33 (ul. Lubicz 7) – kamienica Machaufów (Götzów-Okocimskich). Projektował Karol Scharoch, 1899.

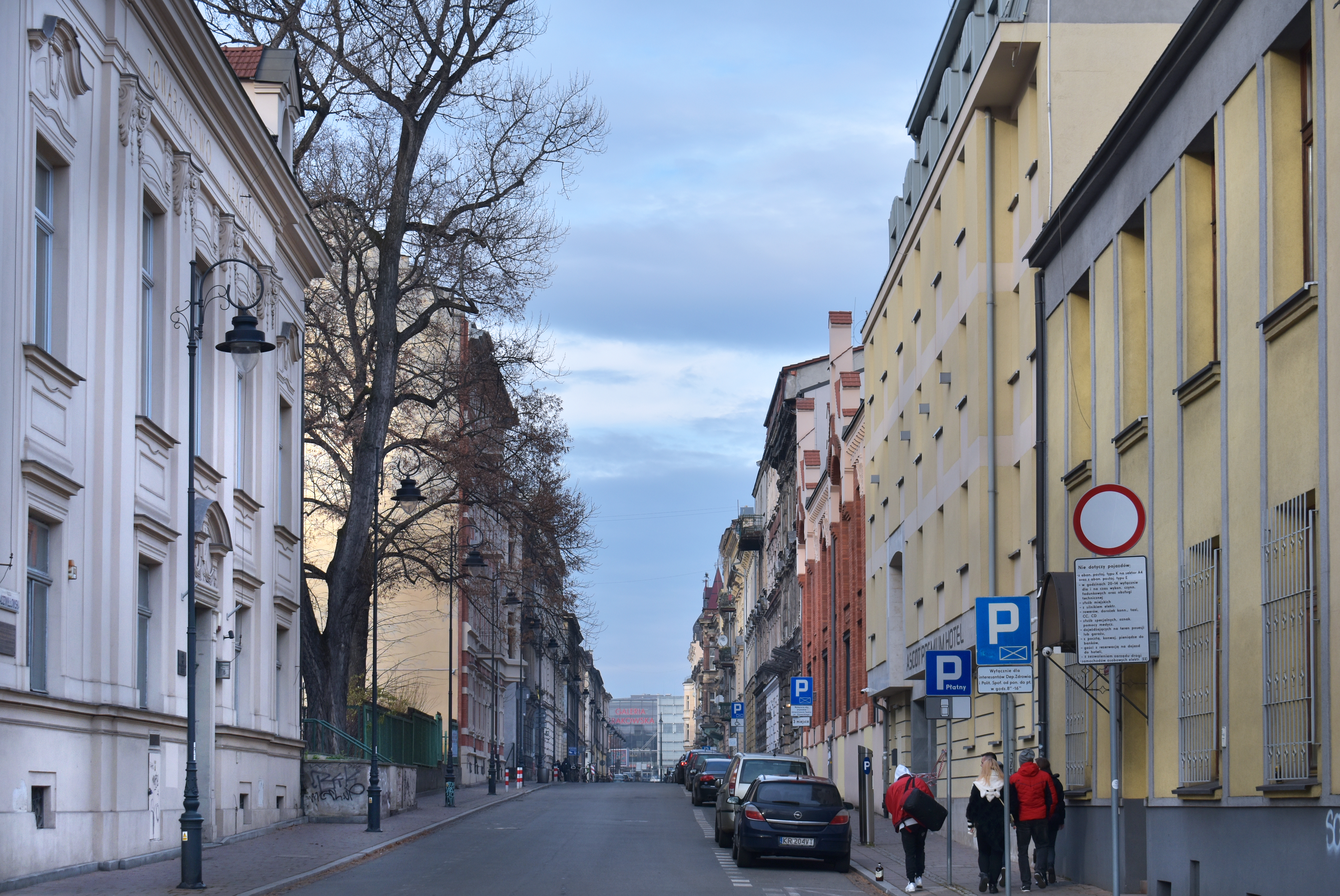
Ulica widziana z ul. Kopernika. Po prawej nr 1, po lewej nr 4.
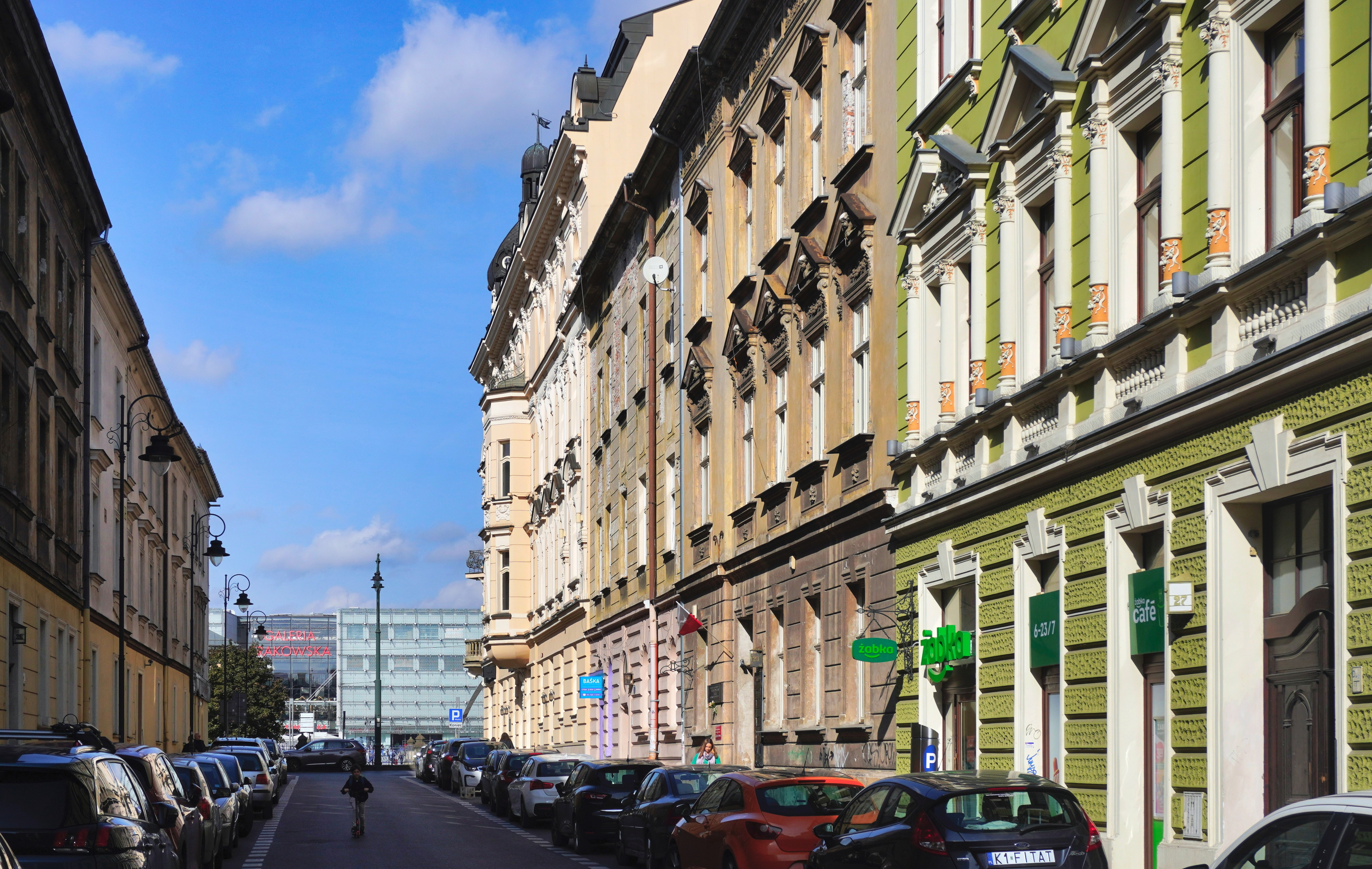
Ulica widziana od skrzyżowania z ul. Zamenhofa na północ.
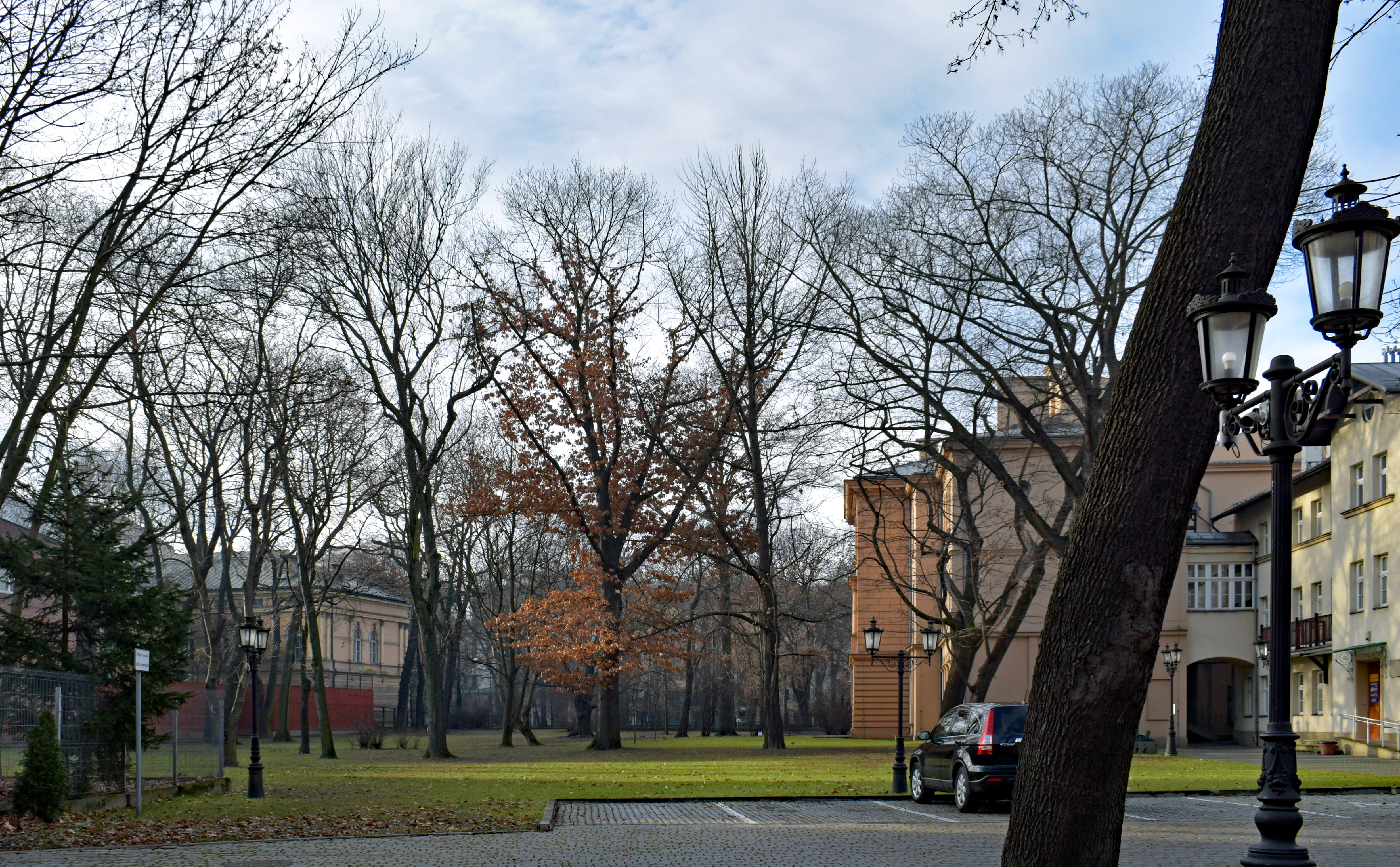
Park obok pałacu Pusłowskich, jedyny ocalały fragment ogrodów na Wesołej
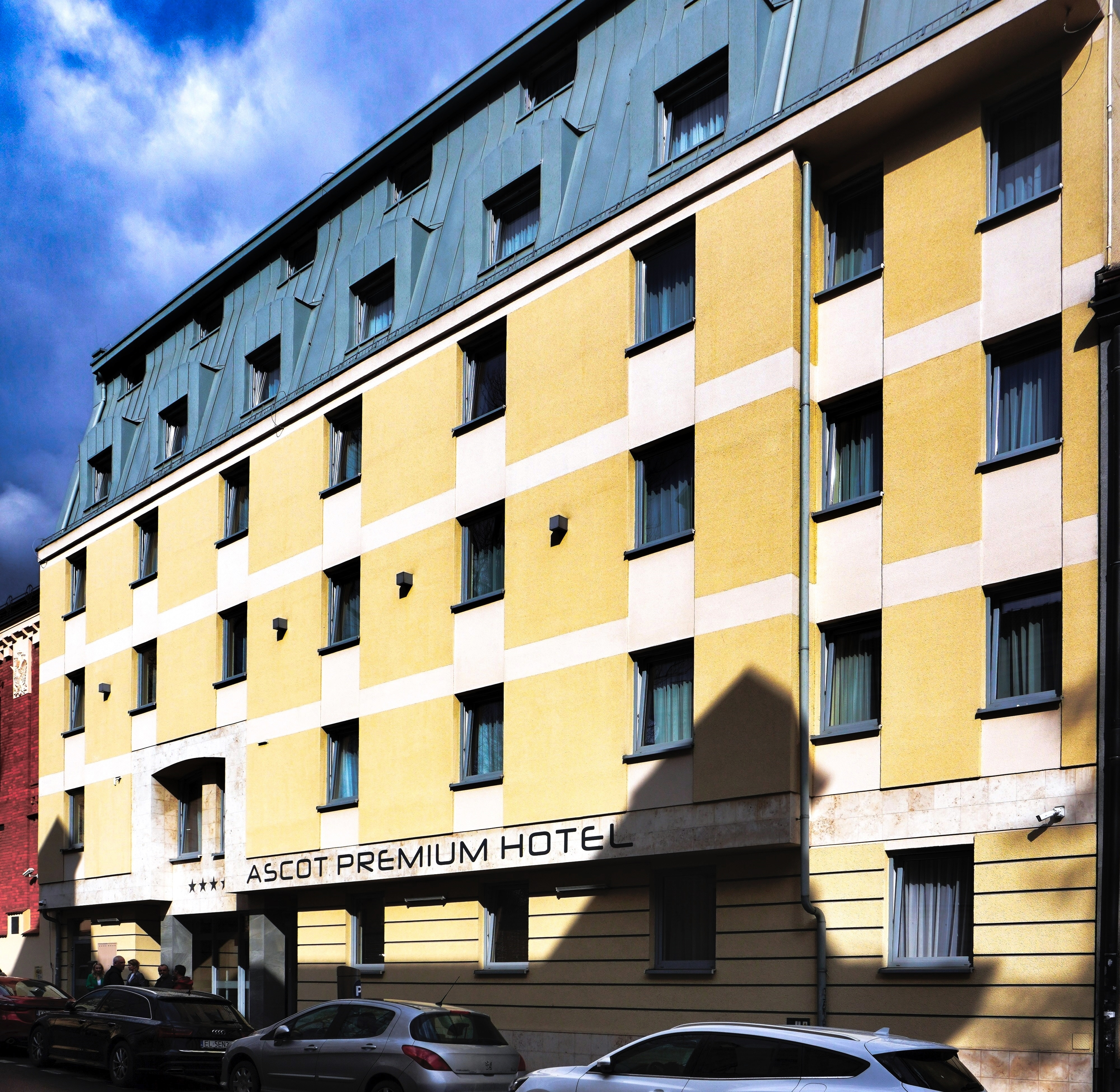
Ul. Radziwiłłowska 3. Ascot Premium Hotel
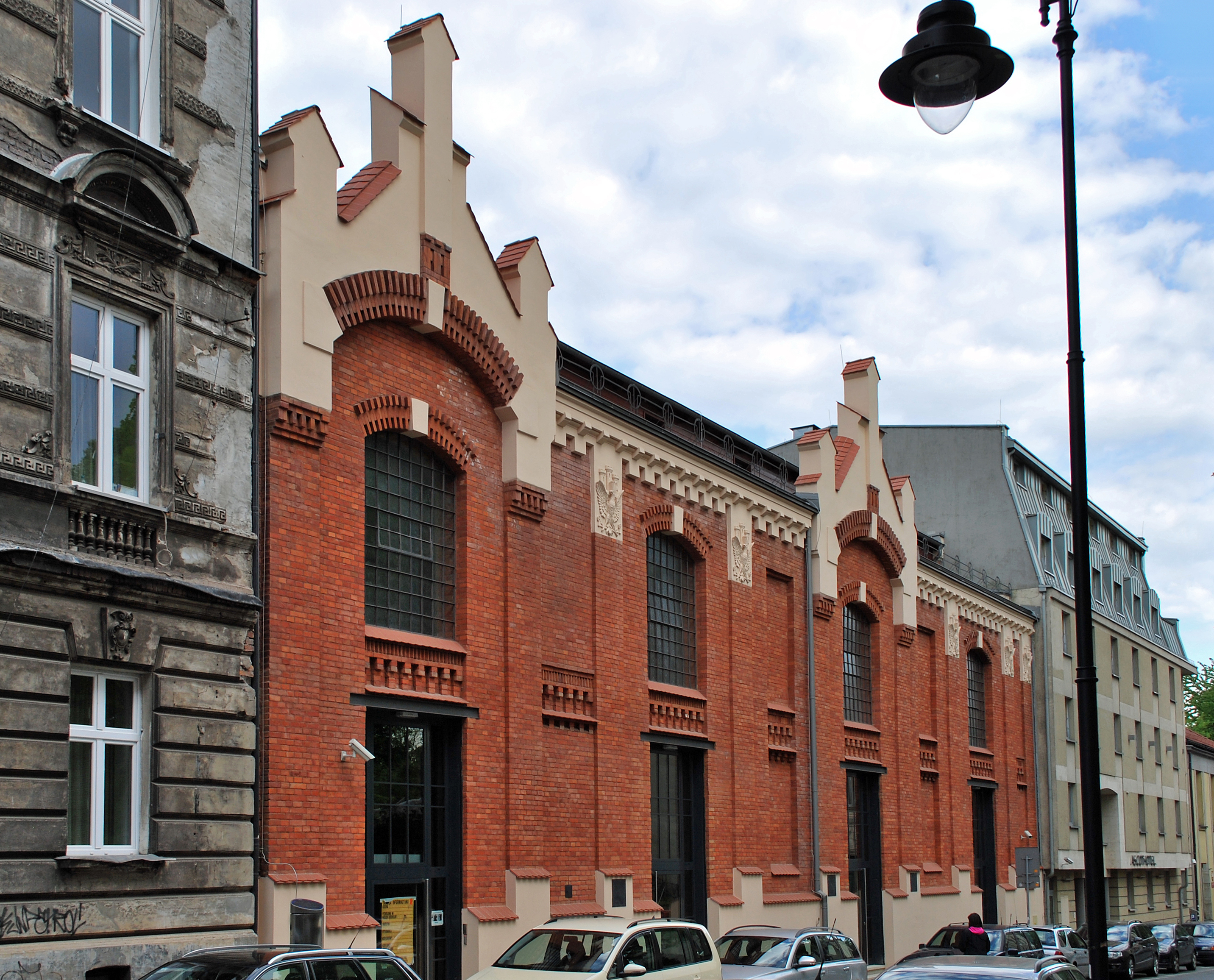
Ul. Radziwiłłowska 3. Dom Rzemiosł Teatralnych
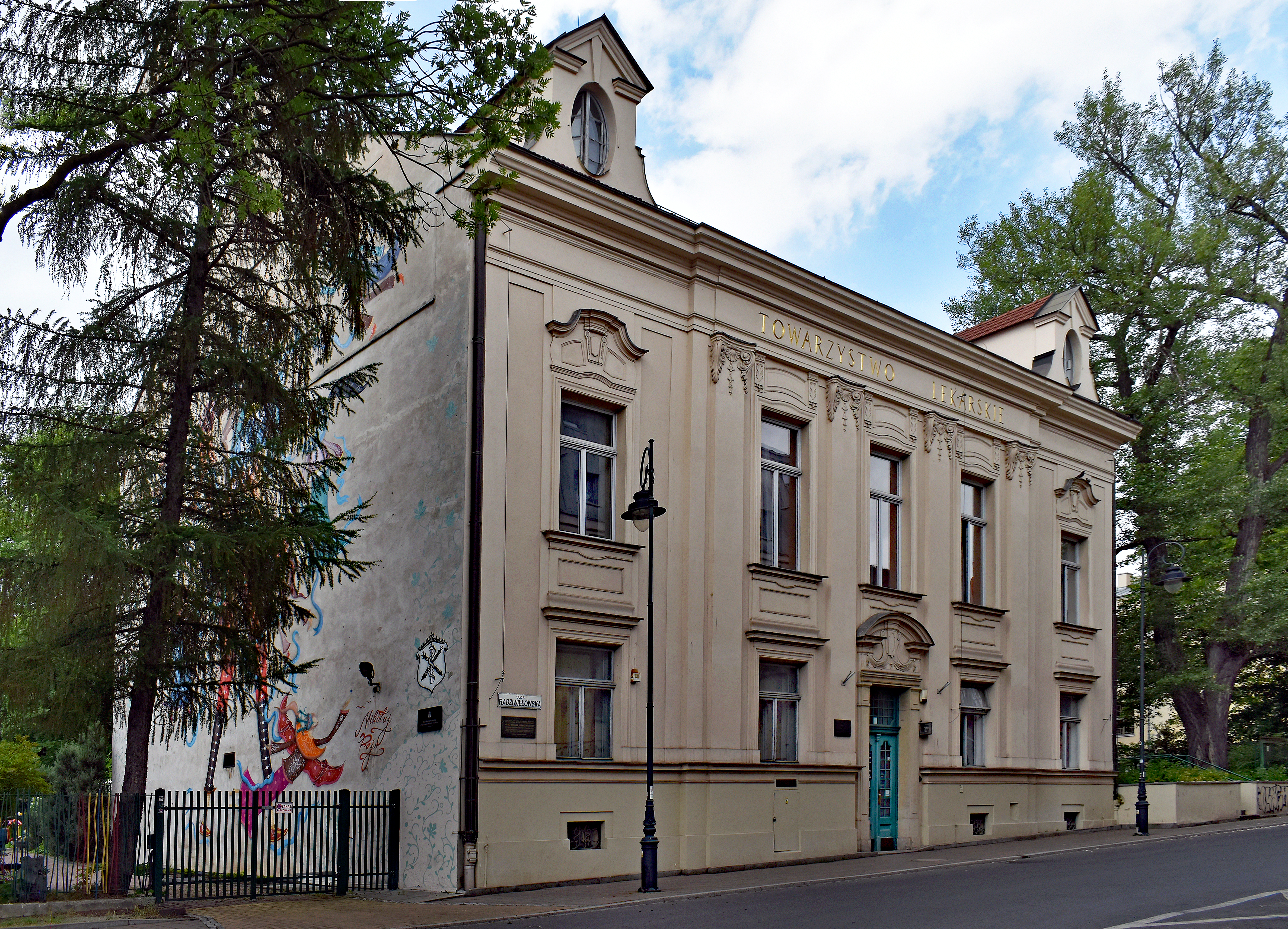
Ul. Radziwiłłowska 4. Dom Towarzystwa Lekarskiego Krakowskiego
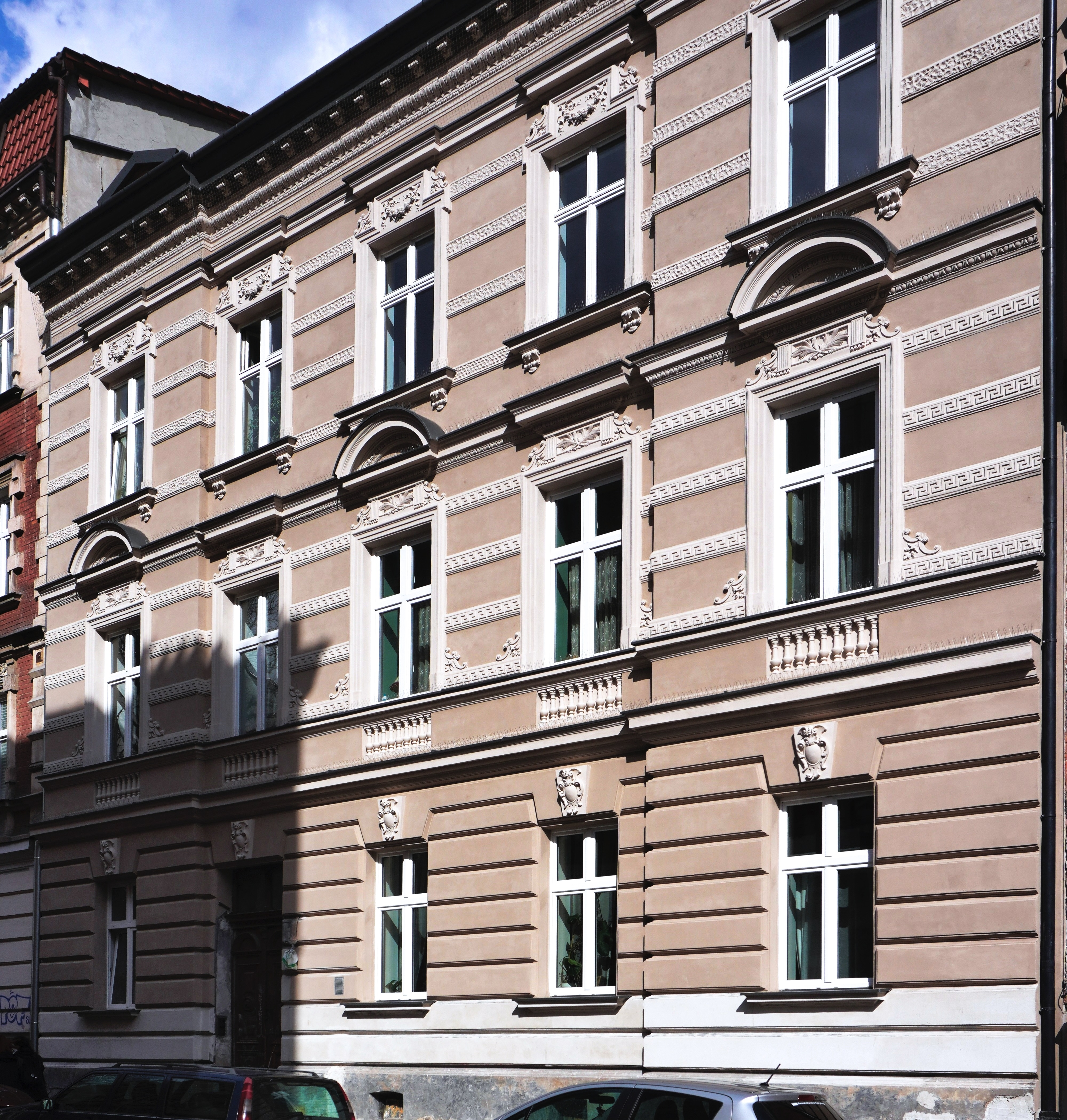
Ul. Radziwiłłowska 5. Kamienica (proj. Leopold Tlachna, 1893)
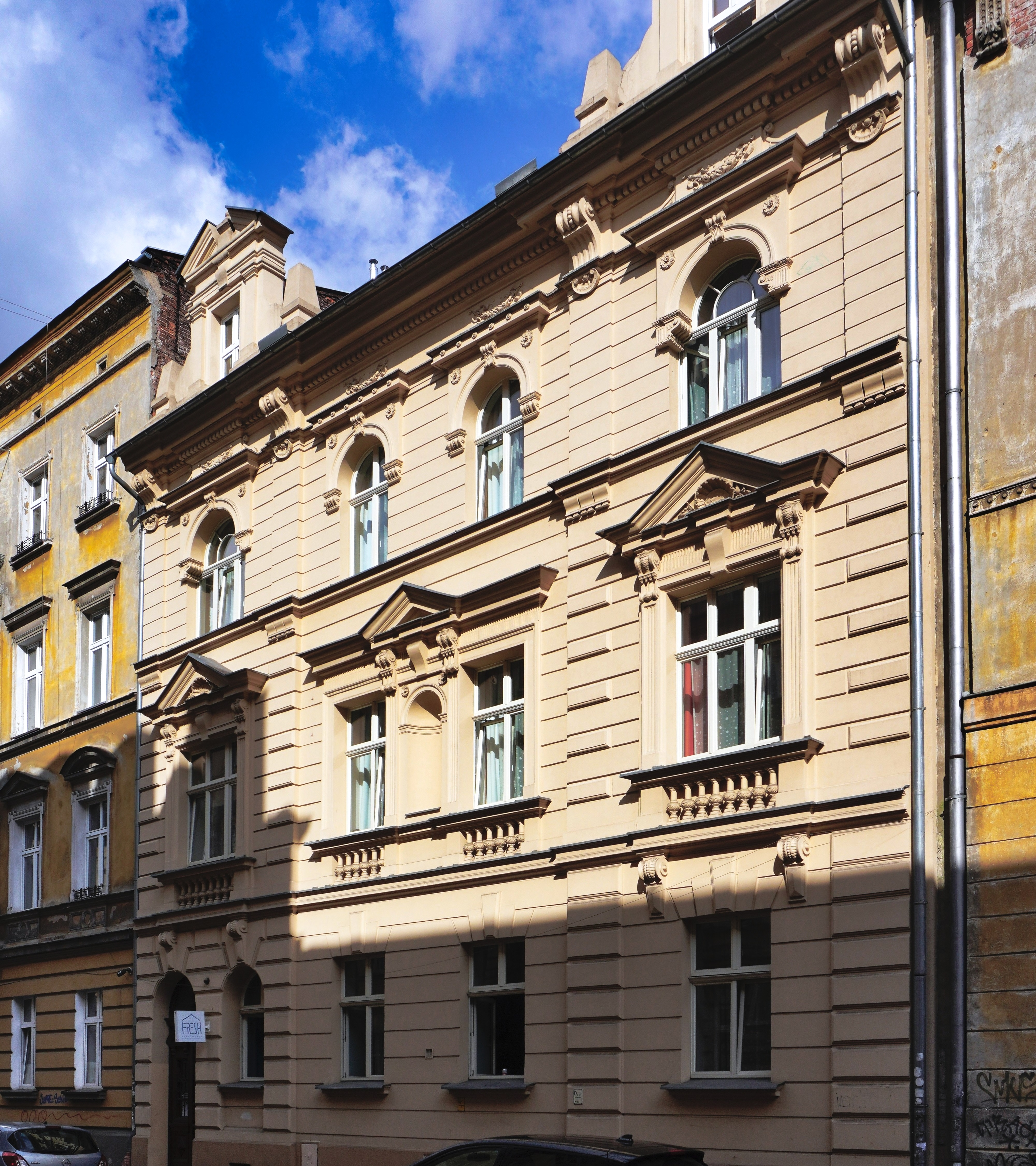
Ul. Radziwiłłowska 13. Kamienica (proj. Romuald Flasiński, 1892)
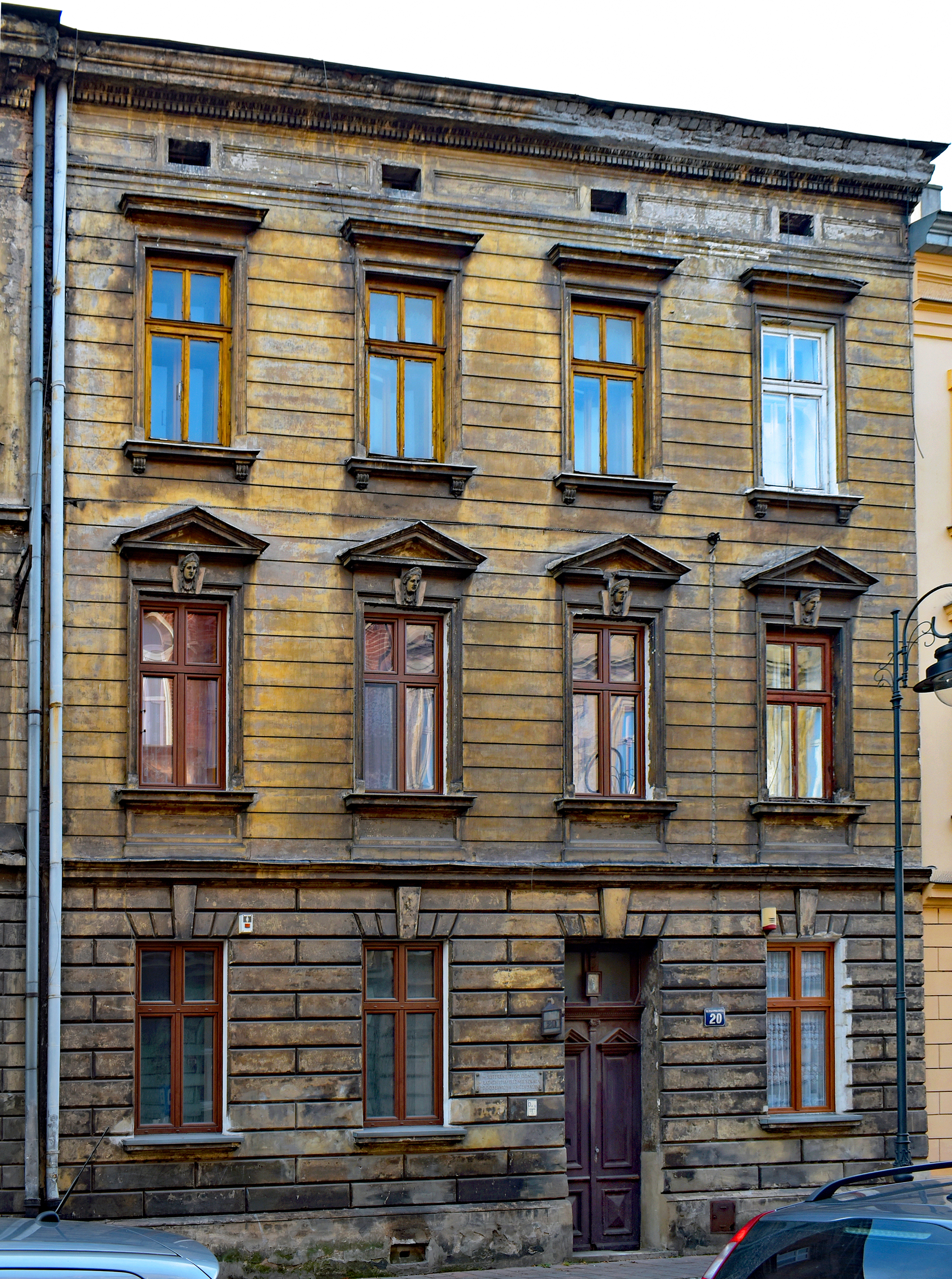
Ul. Radziwiłłowska 20 W suterenie tej kamienicy mieszkała w latach 1918–1922 Aniela Salawa
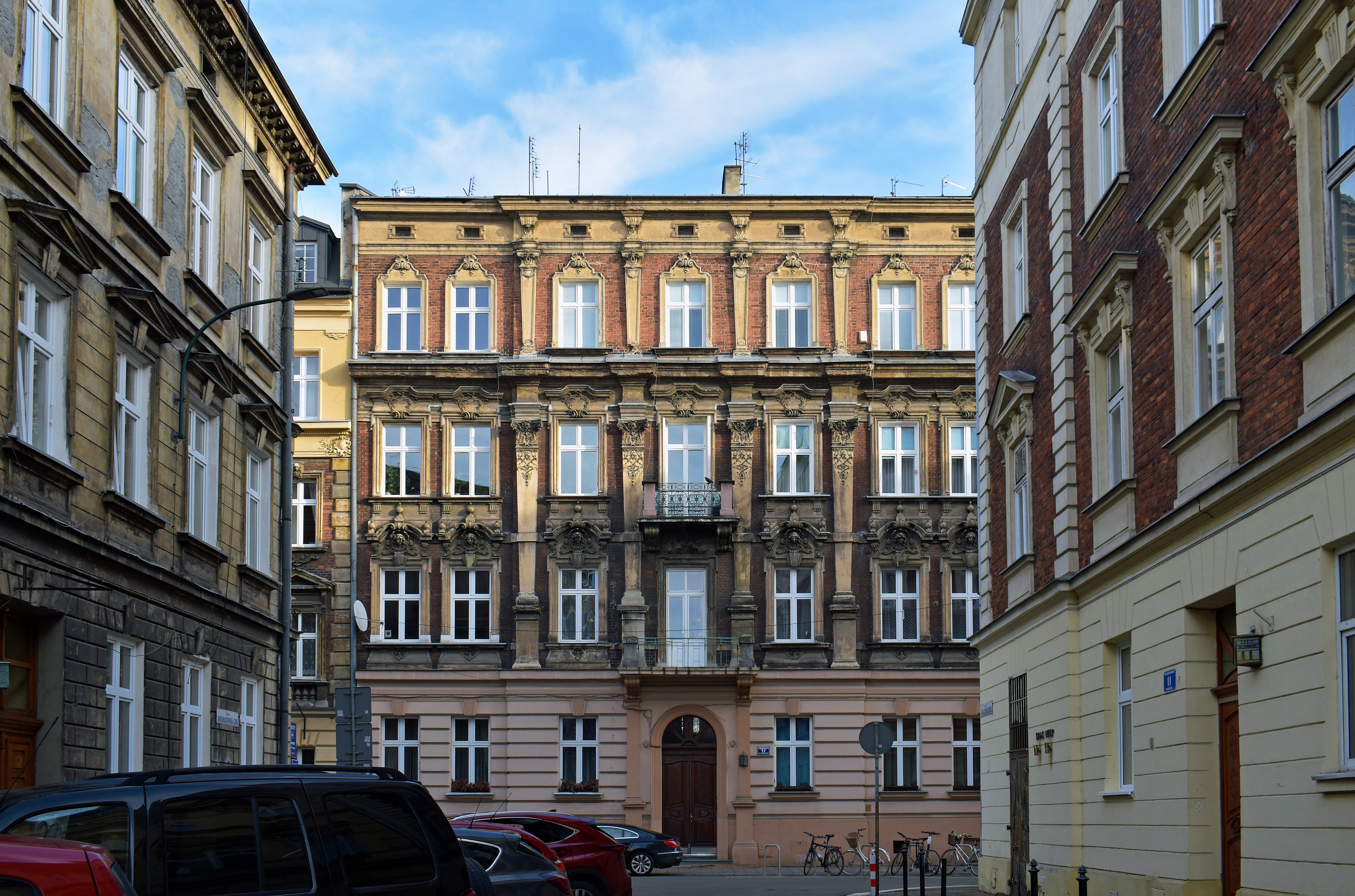
Ul. Radziwiłłowska 17 Kamienica (proj. Benjamin Torbe, 1892) zamyka perspektywę ulicy M. Skłodowskiej Curie
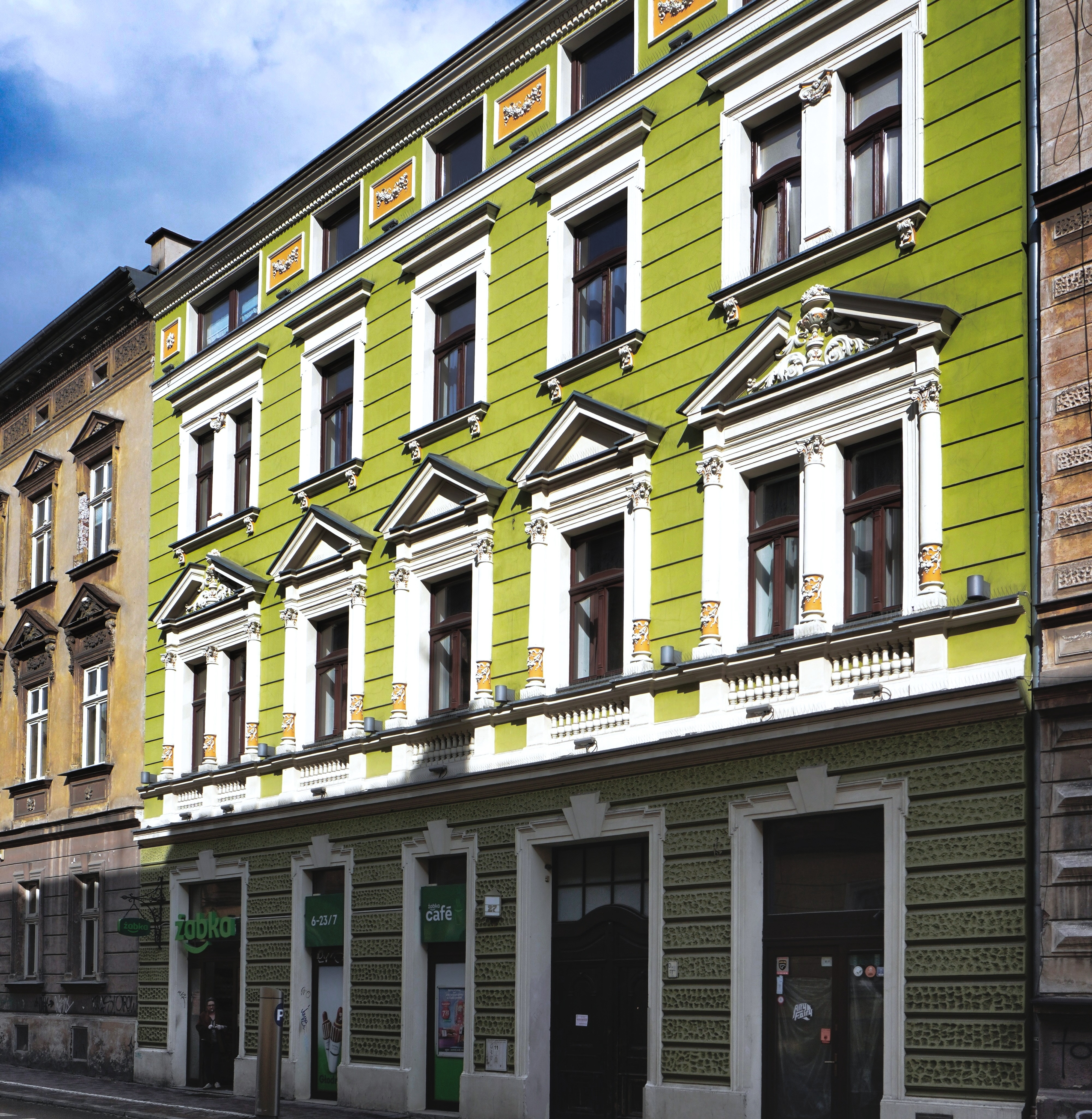
Ul. Radziwiłłowska 27. Kamienica (proj. Aleksander Biborski, 1899)
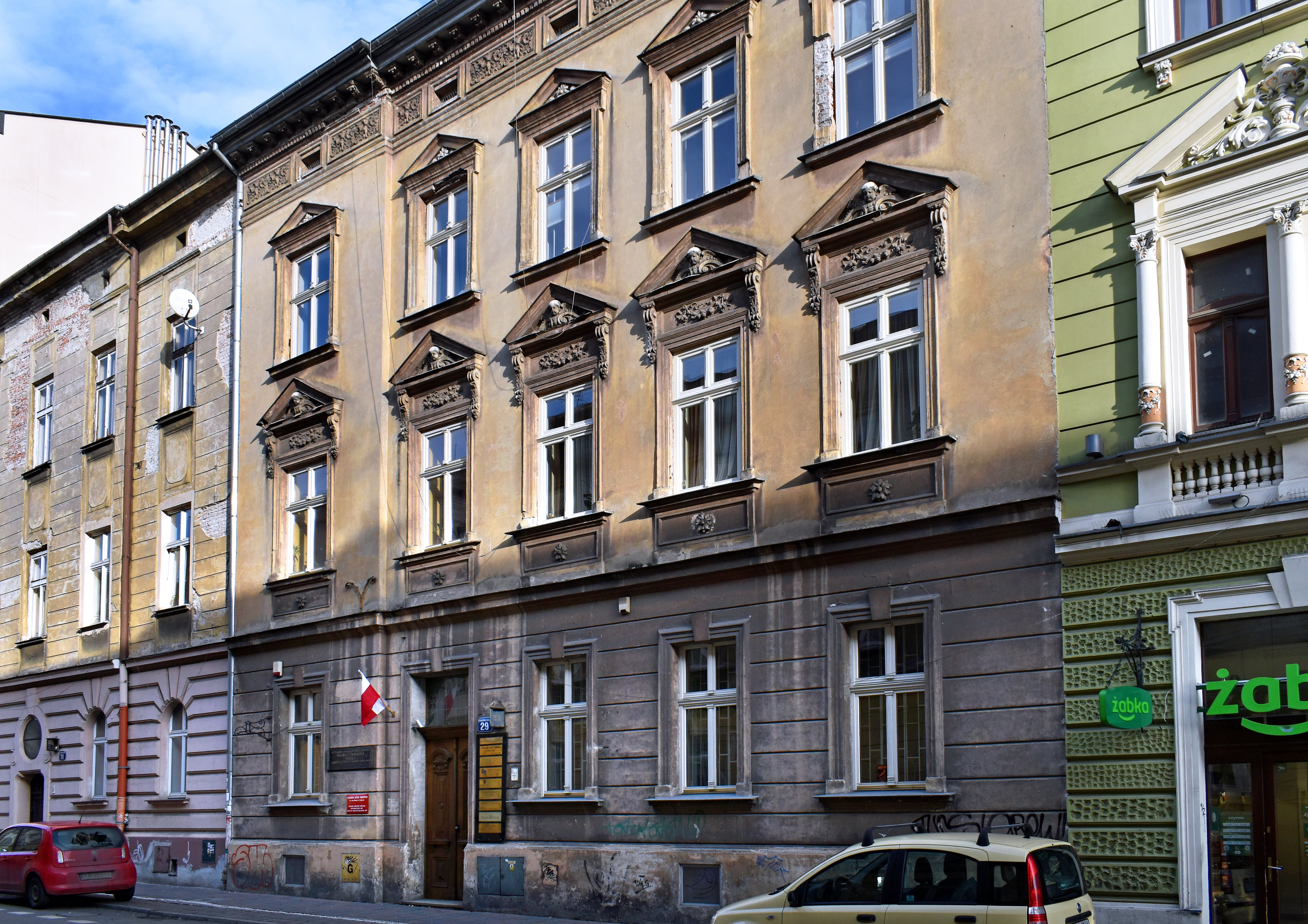
Ul. Radziwiłłowska 29. Kamienica Szymborskich.